# Stade Linité
Das Stade Linité, auch Roche Caiman Sports Complex, ist ein Mehrzweckstadion im Süden der seychellischen Hauptstadt Victoria. Die 1992 errichtete Anlage bietet 10.000 Zuschauern Platz. Im Februar 2007 wurde der Naturrasen durch einen Kunstrasenbelag ersetzt. Dies wurde durch das FIFA-Entwicklungsprogramm „win in Africa with Africa“ ermöglicht.